# 涛声依旧
《涛声依旧》是由陈小奇作词曲、毛宁演唱的歌曲，是广东流行音乐的代表作之一。歌曲的歌词化用唐代张继所作《枫桥夜泊》的诗句及意境。《涛声依旧》在1993年央视春晚由毛宁演唱后红极一时。歌曲获得1994年第一届东方风云榜十大金曲、最佳作词奖项。

## 创作与背景
《涛声依旧》是陈小奇作词曲的前几首创作之一。当时他看到《枫桥夜泊》诗感到愁情，产生把爱情故事纳入其中的想法，因而谱写下词曲。后来陈小奇将这首歌给一位香港歌手想要推广，但不了了之。1991年，陈小奇与毛宁相识，想起了这首压箱底的《涛声依旧》，便请毛宁演唱，并投入市场，后来毛宁此版一炮而红。

## 影响
《枫桥夜泊》诗写到苏州之景，《涛声依旧》大红后，促进了苏州旅游业发展。1999年央视春晚上，赵本山、宋丹丹、崔永元小品《昨天 今天 明天》中改编了部分《涛声依旧》歌词作为台词。